# アレックス・ヴィンセント

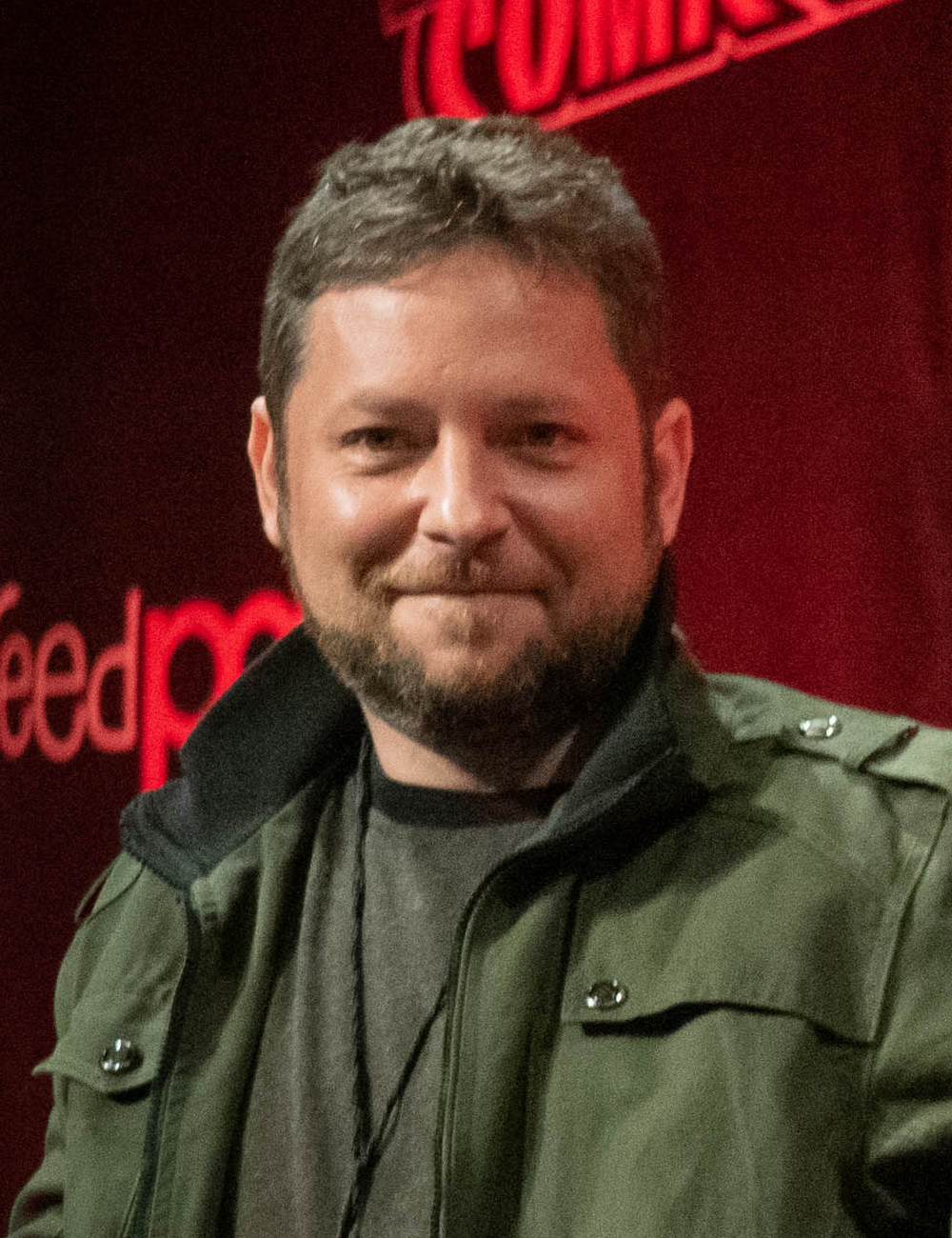
アレックス・ヴィンセント（2021年）

アレックス・ヴィンセント（Alex Vincent ,  1981年4月29日 - ）は、アメリカ合衆国の俳優、元子役である。

## 来歴
1981年、ニュージャージー州のニューアークに生まれる。その後、同州のメイウッドで育っており、高校を卒業した後はフロリダ州のフルセイル大学で録音技術などを学んだ。子役としてキャリアをスタートさせており、日本でも子供向けの人形が次々に人を殺すホラー映画『チャイルド・プレイ』の第1作と第2作で人形をプレゼントされる少年アンディを演じて知名度が上がった。1993年以降は俳優業から遠ざかっていたが、2008年にオーストラリア製作のホラー『Dead Country』で俳優復帰し、2013年のビデオ映画『チャイルド・プレイ 誕生の秘密』では20年以上ぶりにシリーズの続編に出演した。2013年の『House Guest』では出演のみならず脚本も担当している。

## 出演

### 映画
- チャイルド・プレイシリーズ - アンディ・バークレー 役
  - チャイルド・プレイ Child's Play (1988)
  - チャイルド・プレイ2 Child's Play 2 (1990)
  - チャイルド・プレイ / 誕生の秘密 Curse of Chucky (2013)
  - チャイルド・プレイ 〜チャッキーの狂気病棟〜 Cult of Chucky (2017)

### その他
- House Guest (2013) ※脚本
- Wait Until Spring, Bandini (1989)
- Just Like in the Movies (1990)
- My Family Treasure (1993)
- Dead Country (2008)
- On the Ropes (2011)
- House Guest (2013)

## 参照
1. 1 2  “Alex Vincent Official Site”. 2014年6月30日閲覧。